# Kim Song-i
Kim Song-i (Koreaans: ㅏㅑㅡ 내ㅜ햐) (Pyongyang, 10 augustus 1994) is een tafeltennisspeelster uit Noord-Korea. Ze won in 2016 de bronzen medaille bij de Olympische Spelen in het enkelspel.

## Carrière
Kim won bij de Olympische Jeugdzomerspelen 2010 met het team de bronzen medaille. In het enkelspel bereikte ze de kwartfinale. Bij de China Open 2013 won Kim de bronzen medaille in het enkelspel waarmee ze plaats 121 van de wereldranglijst bereikte. Met het team won ze de bronzen medaille bij de Aziatische Spelen 2014.
Bij de Wereldkampioenschappen 2016 kwam ze met het team in de halve finale; zijzelf won de wedstrijd tegen Mima Itō. Datzelfde jaar nam ze deel aan de Olympische Spelen, waar Kim in de eerste wedstrijd Kasumi Ishikawa versloeg en in de strijd om de derde plaats won van Ai Fukuhara, waarmee ze de bronzen medaille bemachtigde. Met het team bereikte ze de kwartfinale dat door China is uitgeschakeld.
Bij de Pyongyang Open won ze goud in het enkel- en dubbelspel. In 2017 nam Kim aan de wereldkampioenschappen deel, waar ze in de achtste finale op Liu Shiwen stuitte. Tegen Liu Shiwen verloor Kim met 0:4. Niettemin steeg ze die maand op de wereldranglijst naar plaats 26. In 2018 bereikte Kim samen met het Koreaans team de halve finale bij de wereldkampioenschappen, maar verloren van China.

## Successen

#### Enkelspel
- Pyongyang Open: 2016, 2017 goud
- Olympische Spelen: 2016 brons
- China Open: 2013 brons
- Universiade: 2017 brons

#### Dubbelspel
- Pyongyang Open: 2015-2017 goud
- China Open: 2015 brons

#### Team
- Aziatische Spelen: 2014 brons
- Wereldkampioenschappen: 2016, 2018 brons